# 프리버드 게임즈
프리버드 게임즈(Freebird Games)는 캐나다의 인디게임 개발 회사이다.

## 구성원
- 칸 가오

## 게임
- 투 더 문(영어: To The Moon)
- 어 버드 스토리(영어: A Bird Story)
- 더 미러 라이드(영어: The Mirror Lied)
- 퀸테센스(영어: Quintessence)
- D.Y.R.M Lullaby
- 파인딩 파라다이스 (Finding Paradise)